# Kenchanahalli, Alur
Kenchanahalli là một làng thuộc tehsil Alur, huyện Hassan, bang Karnataka, Ấn Độ.